# Aniara
Aniara (2018), adaptación del poema épico sueco del mismo nombre escrito en 1956 por Harry Martinson, es una película sueco-danesa de ciencia ficción escrita y dirigida por Pella Kågerman y Huego Lilja. Se ambienta en un futuro distópico donde la Tierra ha sido arrasada por el cambio climático, forzando un éxodo interplanetario masivo a Marte. Cuando uno de estos viajes rutinarios se desvía de su curso, los pasajeros de la Aniara tendrán que luchar para hacer frente a sus nuevas vidas.
La película se estrenó en 2018 en el Festival Internacional de Cine de Toronto (TIFF) y llegó a las salas de cine en 2019 de la mano de Magnolia Pictures.

## Argumento
En un tiempo indeterminado del futuro, la Tierra ha sido arrasada por la contaminación, las catástrofes naturales y el ascenso del nivel del mar, de modo que el planeta se ha convertido en un lugar inhabitable. Una mujer (Emelie Garbers, née Jonsson) trabaja a bordo de la Aniara, una lujosa nave espacial que lleva pasajeros desde la Tierra hasta Marte en tres semanas. La mujer trabaja como «Mimarobe»: está a cargo de controlar la Mima, una inteligencia artificial (IA) diseñada con el propósito de rememorar las experiencias pasadas de sus usuarios en la Tierra, cuando todavía era un exuberante vergel. Mediante una experiencia de realidad virtual inmersiva, la IA accede a los recuerdos y las emociones de los participantes y se nutre de ellos.
Durante la primera semana de viaje de la Aniara, la nave se ve repentinamente obligada a desviarse de su curso para evitar colisionar con la basura espacial. Sin embargo, esto no evita que alguno de los desechos agujereen el casco de la nave y dañen su reactor nuclear, lo que provoca una fusión inminente que obliga a la tripulación a deshacerse de todo el combustible de la nave. Así, la nave se queda sin control de navegación, sin propulsión y sin perspectivas de retomar su trayectoria original. Chefone, capitán de la nave, promete a los pasajeros y a la tripulación que podrán reanudar el viaje a Marte una vez hayan dejado atrás un cuerpo celeste, un hito en el trayecto que debería producirse en menos de dos años. Poco después, la astrónoma de la nave, compañera de habitación de la Mimarobe, le confiesa que el Capitán ha mentido, y que no hay ninguna posibilidad de que vuelvan a ponerse en marcha.
El trabajo de la Mimarobe, al que antes apenas se concedía importancia, se vuelve popular en un corto espacio de tiempo y, a medida que los pasajeros utilizan la Mima como escapatoria de su situación actual, se considera más necesaria que nunca. Tras tres años a la deriva, la Mima se ha convertido en una de las herramientas más importantes para mantener la calma a bordo de la nave. No obstante, saturada por el incesante flujo de horribles recuerdos de la destrucción de la Tierra, la Mima activa el proceso de autodestrucción, suicidándose. Aunque la Mimarobe había advertido al Capitán de que la Mima necesitaba un descanso, él la culpa por el fallo de la máquina y la encarcela. Isagel, piloto de la nave y amante de la Mimarobe, también es detenida tras un encontronazo con el Capitán Chefone cuando le echa en cara el castigo de la Mimarobe.
Transcurridos cuatro años en la nave, los suicidios en masa y la creación de cultos provocan que la Mimarobe e Isagel sean liberadas y reasignadas a nuevos trabajos. Estas se unen a un culto de fertilidad creado en honor a la Mima y, tras una orgía, Isagel queda embarazada. Tras caer en una depresión durante el embarazo, Isagel se siente tentada a acabar con la vida del bebé cuando nazca. Ante esta situación, la Mimarobe concibe la idea de construir una «pantalla de rayo», un mecanismo de proyección que actúe como reemplazo de la Mima y que atenúe la depresión de Isagel y los demás pasajeros, pero el Capitán Chefone se lo prohíbe. En su lugar, le ordena que se centre en la educación de los niños, con la esperanza de que alguno descubra una manera de llegar a Marte.
En el quinto año, Isagel y la astrónoma descubren que una sonda lo suficientemente grande como para contener combustible está viajando hacia la Aniara, lo que interpretan como que quizás estén intentando rescatarlos. Sin embargo, la sonda tarda más de un año en llegar a la nave y, cuando la suben a bordo en el sexto año, la tripulación pronto cae en la cuenta de que no puede identificarla, ni su origen ni si contiene combustible. El capitán ordena a la tripulación que siga trabajando en la sonda, pero sus miembros acaban perdiendo la esperanza de encontrar en ella una vía de escape. La astrónoma no puede evitar lamentarse de que su nave se haya convertido en un sarcófago, desafiando así las órdenes de Chefone de que la tripulación mantenga un frente unido para que los pasajeros no pierdan la esperanza. Es entonces cuando, en un ataque de ira, el Capitán Chefone dispara con una pistola Taser a la astrónoma, matándola.
La Mimarobe comienza por fin a trabajar en su dispositivo de proyección hasta que consigue proyectar una cascada en las oscuras ventanas de la nave. Exultante, corre a contárselo a Isagel, pero se encuentra entonces con que su amante se ha suicidado y se ha llevado con ella al niño que estaban criando juntas. Cuatro años más tarde, los pocos tripulantes que aún viven celebran el décimo aniversario de su viaje al espacio. Mientras acepta sin entusiasmo una medalla honorífica por su creación de la pantalla de rayo, la Mimarobe repara en los vendajes que cubren las muñecas del Capitán, quien presuntamente ha intentado acabar con su vida. Además, los tanques de algas de los que dependen los pasajeros para obtener alimento y oxígeno se han contaminado.
En el vigésimo cuarto año del viaje, la Mimarobe y los pocos supervivientes restantes se encuentran sentados de piernas cruzadas en el suelo de un cuarto apenas iluminado. Mientras una mujer se siente conmovida por el poder divino de la luz solar en la Tierra, la oscuridad final se cierne lentamente sobre la nave.
Finalmente, en el año 5.981.407 de su viaje, la Aniara -desolada, abandonada a su suerte, congelada y desprovista de vida-, alcanza la constelación de Lyra. Allí, llega a un planeta tan verde y acogedor como una vez lo había sido la Tierra.

## Reparto
- Emelie Garbers como la Mimarobe
- Bianza Cruzeire como Isagel
- Arvin Jananian como Capitán Chefone
- Anneli Martini como la astrónoma

## Recepción
En general, Aniara recibió críticas favorables. Según la página web de recopilación de reseñas Rotten Tomatoes, el porcentaje de evaluaciones positivas fue del 71%, tomando como referencia la opinión de 51 usuarios, con una valoración media de 7 sobre 10. La crítica estuvo de acuerdo a la hora de describirla como «deslumbrante y al mismo tiempo un poco tediosa; en concreto, el impecable diseño de producción de Aniara se ve eclipsado por su insípida reflexión filosófica». En otras páginas de reseñas, como Metacritic, la película obtuvo una puntuación del 61% basada en 16 reseñas.
Norman Wilner, de Now Toronto, afirmó que la película «abraza las posibilidades existenciales del cine de ciencia ficción». The Guardian le dio cuatro estrellas en sus dos reseñas y la describió como «una impresionante parábola ecológica de ciencia-ficción» y «una odisea inquietante y fascinante en el espacio exterior», respectivamente. En cuanto a la Mimarobe de Jonsson, Flickering Myth la caracterizó como «compleja y sensible», mientras que Teo Bugbee, redactor de The New York Times, la calificó como «deprimente». También hacía este comentario: «el compromiso con la desolación se expresa en términos artísticos de manera admirable». Hollywood Reporter, por su parte, afirmó que «aunque los temas son claros, el drama está peligrosamente ausente». De hecho, aunque su crítico, Todd McCarthy, catalogó este poema sueco como una «ambiciosa producción sueca con una premisa provocativa y un estilo visual notable», criticó a los personajes por «no ser interesantes». McCarthy concluía su crítica con un «quiere ser visionaria, pero no lo es».
Javier S. Donate, en su portal web de cine de terror TerrorWeekend, alabó la producción y el montaje de la película y aseguró que su atractivo reside mayoritariamente en su diseño: «como si de un barco de lujo se tratase, se mezclan con elegancia el aire retro de los lugares comunes, los neones ochenteros de las zonas de juego, el blanco industrial de centros comerciales y los pasillos con suelos de plástico».
Glenn Kenny, crítico de cine, describió también el diseño de la película como «mucho más interesante y creíble que el de películas más populares como Passengers», y concluyó su crítica afirmando que lo que plasma la película es un proyecto basado en la idea de que «en el espacio nadie puede escuchar tus silenciosos gritos de desesperación existencial».
Aniara ganó el premio Asteroid en la categoría de Mejor Película Internacional en el Trieste Science+Fiction Festival de 2019.
Además, la película se llevó cuatro galardones en la ceremonia de los premios suecos Guldbagge 2020, incluidos Mejor Actriz Protagonista y Mejor Actriz de Reparto para Emelie Garbers y Bianca Cruzeire, respectivamente.

## Otras adaptaciones
El poema épico Aniara fue adaptado por primera vez a una ópera de dos actos en 1959. Dirigida por Karl-Birger Blomdahl y con Erik Lindegren como escritor del libretto, esta obra fue puesta en escena en Estocolmo, Bruselas, Hamburgo, Darmstadt, Gotemburgo y Malmö.
En 1960 se estrenó Aniara, primera película inspirada en el poema del autor, dirigida por Anre Arnbom, escrita por Erik Lindegren y Harry Martinson y protagonizada por Margareta Hallin, Elisabeth Söderström, Erik Sædén y Arne Tyrén. Karl-Birger Blomdahl se encargó de la composición de la música.

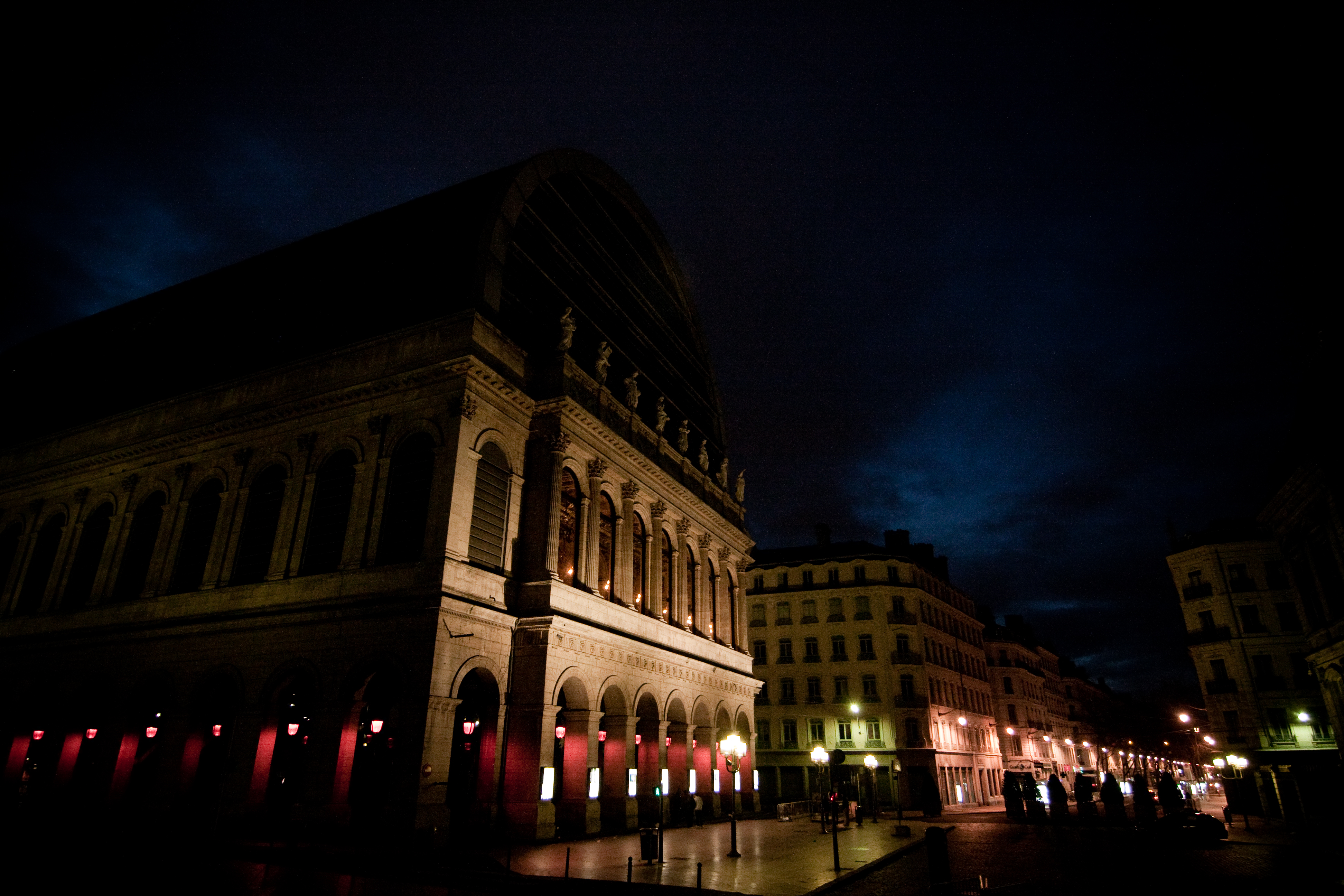
Ópera de Lyon

La banda de metal progresivo Seventh Wonder lanzó en 2010 The Great Escape, un álbum que narra el poema de principio a fin.
En 2013 se estrenó un combinado entre Aniara y la ópera Fidelio de Beethoven, puesto en escena por la Ópera de Lyon, y dirigido por el norteamericano Gary Hill.

## Curiosidades
El nombre dado a la máquina principal de la película, «Mima», viene de la raíz griega de la que derivan las palabras «mimo», «imitar» e «imitación» en español, un nombre muy apropiado si se considera que el trabajo de esta inteligencia artificial es recrear los paisajes idílicos de la Tierra.
Según la base de datos de películas IMDb, el apodo de la Mimarobe sólo hace referencia al nombre de su trabajo, ya que su nombre está compuesto por «Mima», que significa «imitación», «mimo» o «pantomima», y «robe», que significa «vestir». Por lo tanto, la Mimarobe es simplemente aquella persona que «viste a la Mima».
El título del poema y, por consiguiente, el de la película, ha sido un importante tema de debate e investigación. Se cree que al autor, Martinson, se le ocurrió el nombre de Aniara mucho antes de escribir su obra. Supuestamente, mientras leía al astrofísico Arthur Eddington. Supuestamente, Aniara da nombre al «espacio por donde se mueven los átomos». Más tarde, esta palabra pasó a referirse al «espacio por donde se mueven las estrellas y los planetas». También se ha llegado a teorizar que el título de la obra procede de la palabra griega para «triste, desesperado» (ἀνιαρός), ya que el prefacio de una versión del 2005 de la obra en italiano asegura que es este su origen etimológico.
Otra teoría apoya la interpretación del nombre como una combinación de los símbolos químicos para el níquel (Ni) y el argón (Ar) y el prefijo negativo «a-»: el níquel abunda en el centro de la Tierra y el argón abunda en la atmósfera de la Tierra. Esta interpretación intenta representar cómo la nave se encuentra desconectada tanto de la tierra como del cielo, i.e. en el vacío del espacio.